# آنا سوندستروم
آنا سوندستروم (بالسويدية: Anna Sundström)‏، والتي ولدت في (26 فبراير 1785 بكيملينج، سبانغا، السويد- 1871) باسم آنا كريستينا بيرسوتر كيميائية سويدية ومساعدة الكيميائي الشهير يونس ياكوب بيرسيليوس في الفترة ما بين 1808 إلى 1836.
تعتبر سوندستروم أول امرأة كيميائية في السويد.

## السيرة الشخصية
سوندستروم هي ابنة المزارع بير يانسون، أخذت اسم سوندستروم في بداية حياتها العملية. انتقلت في وقت مبكر إلى العاصمة لتعمل كخادمة. في عام 1808 بدأت بالعمل كمديرة منزل للكيميائي يونس ياكوب بيرسيليوس. عملت باجتهاد كمساعده وزميله له أثناء العمل الشاق، الأمر الذي ساعدها في اكتساب خبرة واسعة في مجال الكيمياء.
قال عنها بيرسيليوس في إحدى حواراته:
«لقد اعتادت على جميع أجهزتي وأسمائها إلى درجة تجعلني دون تردد أجعلها تقطّر حمض الهيدروكلوريك».
أدارت سوندستروم مختبره وأشرفت على طلابه، الذين أطلقوا عليها اسم «آنا الصارمه».

## الحياة الشخصية
تزوجت بيرزيلي من إليزابيث بوربوينت في عام 1836 مما دفعها على ترك عملها.

## الميراث
تكريما لها على مجمل أعمالها يختار قسم الكيمياء العضوية في الجمعية الكيميائية السويدية في كل عام أفضل أطروحة دكتوراه سويدية في الكيمياء غير العضوية ويقدم للمؤلف جائزة آنا سوندستروم.

## وصلات خارجية
- السيرة الذاتية لآنا سوندستورم.